# اپرا-لینک
Opera Link یکی از قابلیت های مرورگر اپرا است که به کاربران اجازه می دهد اطلاعات را بین کامپیوتر ها و گجت های اینترنتی دیگر به اشتراک بگذاند.این قابلیت نشانکها(بوکمارک ها یا صفحات ذخیره شده توسط شما) ، Speed Dial (سایت های وارد شده در صفحه آغازین اپرا)، موتورهای جستجو، یادداشت ها و دیگر اطلاعات مرورگر را هماهنگ یا سینکرونایز می کند (به عبارتی آنها را در سرور خود ذخیره می کند) و بدین ترتیب این اطلاعات در هر مکانی قابل دسترسی هستند . اگر در هر یک از وسایلتان که از مرورگر اپرا استفاده می کند و اپرا لینک آن فعال است، هر کدام از اطلاعات فوق را تغییر دهید، این تغییر در دیگر وسایل هم اعمال خواهد شد. زیرا ابتدا این تغییرات در سرور سایت اپرا ثبت شده و سپس دیگر وسایل، خود را از طریق سرور اپرا با آن تغییرات هماهنگ خواهند کرد.
- موارد قابل هماهنگ سازی در اپرا لینک:

1. Bookmarks: نشانک ها
2. Bookmarks bar : قسمت نشانک ها
3. Typed history : تاریخچه نوشته شده
4. Speed Dial : دسترسی سریع
5. Notes : یادداشت های
6. Search engines : موتورهای جستجو
7. Content blocker rules : قوانین جلوگیری از محتوا
8. Passwords : گذر واژه ها